# ワンダフルワールドエンド
『ワンダフルワールドエンド』は、2015年1月17日に公開された日本映画。監督は松居大悟。橋本愛、蒼波純のダブル主演。シンガーソングライター・大森靖子の「ミッドナイト清純異性交遊」などのミュージック・ビデオ制作と同時に長編映画として制作された。第65回ベルリン国際映画祭「ジェネレーション14プラス」コンペティション部門正式招待作品。
キャッチコピーは「さよなら、男ども。」。

## あらすじ
モデルとして活動中で芸能事務所に所属してはいるもののパッとせず、撮影会やツイキャスなどでファンを増やそうと必死な17歳の女子高生の早野詩織（橋本愛）は、売れない役者の浩平（稲葉友）と付き合っているが、いまいち価値観が合わず、すれ違いの生活が続いている。
ゴスロリファッションとミュージシャンの大森靖子が好きな詩織は、自分のファンだという木下亜弓（蒼波純）とツイキャス配信や撮影会などを通して交流を深めていく。亜弓はファッションや嗜好、持ち物に至るまで、詩織が好きなものはすべて好きになってしまうほど彼女に憧れている13歳の少女であり、芸能活動も私生活も上手くいかない詩織はそれでも自分を慕ってくれる亜弓のことを、憎からず思うようになる。
ある日、浩平の提案により、詩織と浩平が半同棲している部屋に亜弓を泊めることになったことから、3人の関係は変化していく。

## キャスト
〈〉内は設定年齢。
早野詩織〈17〉
演 - 橋本愛
撮影会などでモデルをしているが、なかなか芽が出ず、自分なりに自撮りやツイキャスで自分を売り込んでいる。大森靖子が好き。浩平と付き合っている。ゴスロリ服を衣装としている。
木下亜弓〈13〉
演 - 蒼波純
詩織に憧れてゴスロリ服を着て、詩織の撮影会に行き、詩織と繋がっていく。
川島浩平
演 - 稲葉友
詩織の彼氏。
月山卓巳
演 - 利重剛
詩織の事務所の社長。
木下祥子
演 - 町田マリー
亜弓の母親。
大森靖子（本人）
演 - 大森靖子
詩織が好きなシンガーソングライター。

## 製作
本作品は2013年12月に発表された大森の楽曲「ミッドナイト清純異性交遊」「君と映画」（アルバム『絶対少女』収録）のミュージック・ビデオを再構築した作品であり、これらの撮影と同時に制作され、追加エピソードなどを加え約84分の長編映画とした（上映サイズは82分）。映画には大森自身も出演する。
主演の橋本愛は大森の大ファンであることを公言しており、もう一人の主演である蒼波純は大森が絶賛するアイドルとしてキャスティングされた。監督の松居は、橋本についてはそれまでの「ツンとして、頭のいい感じ」のイメージを覆すかわいらしさを描きたいと、ゴスロリ姿や自撮をする姿などをおさめ、蒼波についてはキャスティング当時小学6年生であったあどけなさを切り取ろうとしていたという。
作中では、iPhone、ツイキャスによる映像配信といったデジタルコミュニケーションツールが重要なモチーフとして登場する。

### スタッフ
- 監督・脚本・編集 - 松居大悟
- 音楽・主題歌・挿入歌 - 大森靖子（avex trax）
  - 主題歌「呪いは水色」（avex music creative（現：エイベックス・エンタテインメント）、アルバム『洗脳』収録）
  - 挿入歌「子供じゃないもん17」「ワンダフルワールドエンド」「ミッドナイト清純異性交遊」「愛してる.com」
- 音楽プロデューサー - 直枝政広
- 撮影 - 塩谷大樹
- 照明 - 横掘和宏
- 録音 - 戸谷貴臣
- 衣装 - 纐纈春樹
- 美術 - 片平圭衣子
- メイク - 感謝（驚）
- スチール - 二宮ユーキ、金子山
- プロデューサー - 片平学、林武志
- 製作 - avex music creative inc.（現：エイベックス・エンタテインメント）
- 制作プロダクション - CONNECTS LLC
- 配給・宣伝 - SPOTTED PRODUCTIONS

## 封切り・プロモーション
2014年10月23日、パルコのカルチャーイベント「シブカル祭2014」において、シネクイントにてワールドプレミア上映された。同年11月23日にはTAMA CINEMA FORUM第24回映画祭にて先行上映され、トークイベントが開催された。
その後、2015年1月17日より、新宿武蔵野館を皮切りに日本全国で順次上映された。
同年開催の第65回ベルリン国際映画祭では、同映画祭の中でも未成年が鑑賞でき、14歳 - 17歳の審査員により評価されるジェネレーション14プラス部門で上映され、ティーンエイジャーを中心とする観客に好評を得て、約1100席の上映会場はほぼ満席となった。ベルリン出品に至るまでには監督である松居自身の積極的な売り込みがあり、前年の秋に東京に訪れていた関係者らをホテルのロビーで待ち伏せ、自分で英語字幕を入れたDVDを片っ端から配ったという。この努力が実り、同部門への招待を得た。

## 評価
上述の第65回ベルリン国際映画祭では、LGBT関連作対象のテディ賞に入賞した（本賞は受賞していない）。
監督の松居は本作で第7回TAMA映画賞最優秀新進監督賞を受賞した（『私たちのハァハァ』と合わせて）